# Tommaso Malvito
Tommaso Malvito (né à Côme à la fin du XVe siècle et mort probablement à Naples en 1508) est un sculpteur italien, connu notamment pour son travail sur les monuments funéraires de Naples au tournant des XVe et XVIe siècles.

## Biographie
Tommaso Malvito est né à Côme (Lombardie) à la fin du XVe siècle, et fut l'élève du Milanais Pietro di Martino. De 1476 à 1483, il est à Marseille, où il travaille auprès de Francesco Laurana.
Malvito est mentionné pour la première fois en tant qu'artiste autonome en 1484, dans son atelier de Naples qu'il a occupé jusqu'en 1508, avec son fils Giovanni Tommaso Malvito. Il a travaillé avec le peintre Francesco da Milano (peintre) sur la tombe de la prieure du couvent local San Sebastiano. Dans les années 1490, il travaille sur la crypte de la cathédrale de Naples (Succorpo, commandée par le cardinal Oliviero Carafa, bien que la statue y soit généralement attribuée à Giovanni Tommaso) et le portail en marbre de Santissima Annunziata Maggiore.